# Ceratomerus maculatus
Ceratomerus maculatus är en tvåvingeart som beskrevs av Sinclair 2003. Ceratomerus maculatus ingår i släktet Ceratomerus och familjen Brachystomatidae. Inga underarter finns listade i Catalogue of Life.